# Grijó (Vila Nova de Gaia)
Grijó  est une ville du district de Porto, dans la région Nord du Portugal.

## Histoire
10 - 11 mai 1809 : bataille de Grijó (voir Deuxième invasion napoléonienne au Portugal).

## Monuments

### Monastère du Saint-Sauveur (San Salvador)
Fondé en 922, ce monastère a adopté la règle de Saint Augustin vers 1132. Il a été agrandi à la fin du XIe siècle et a été reconstruit au XVIe siècle sur les plans de Francisco Velasquez.
La nef est précédée d'un vestibule orné de carreaux de céramique du XVIe siècle. Il y a six chapelles absidiales. Le transept est séparé de la nef par un chancel en bois, et a deux autels sculptés dans le style Maniériste, ainsi qu'une statue du Christ Sauveur accompagné d'un pélican. Le chancel, achevé en 1626, a une voûte décorée de caissons. Les murs sont décorés dans le style baroque du XVIIe siècle. 

Un cloître à deux étages a été construit en 1593. Rodrigo Sanches, fils illégitime de Sanche Ier de Portugal et mort au combat près d'Oporto le 2 juillet 1245, y est entombé. La tombe, du XVIIIe siècle, est classée Monument National. Cette tombe, le cloître et la fontaine de l'aqueduc sont les seuls vestiges du monastère.
Sanche Ier de Portugal a octroyé des fonds au monastère en 1190. Le document original, conservé à Torro do Tombo, il emploie le titre de "roi du Portugal et des Algarves par la grâce de Dieu".
Le Cartulaire du monastère remontant aux XIe et XIIe siècles, existe toujours. Il est appelé "Cartulaire Baio-Ferrado du Monastère de Grijó", en raison de sa reliure originelle de bois et ferrures. Entre autres indications, il montre que le monastère a été exempté de la juridiction épiscopale par Jean Peculiar, évêque de Porto, en 1137. L'acte est ratifié par Pierre Roxius, son successeur, vers 1139.
À la fin du XXe siècle, le monastère était en mauvais état de conservation. Des fonds ont été alloués pour sa restauration par l'Institut portugais de l'Héritage architectural (ministère de la Culture). En 2008 les travaux n'étaient pas encore achevés.

### Aqueduc du monastère
Immédiatement au-delà de la clôture du monastère, se trouve l'aqueduc d'Amoreiras. Sur un côté de celui-ci il est écrit qu'il a été construit au XVIIe siècle, en tant qu'ouvrage privé, pour amener l'eau au monastère. Il se termine par un étang et une fontaine, le tout clôturé. La fontaine date de 1600.

## Galerie

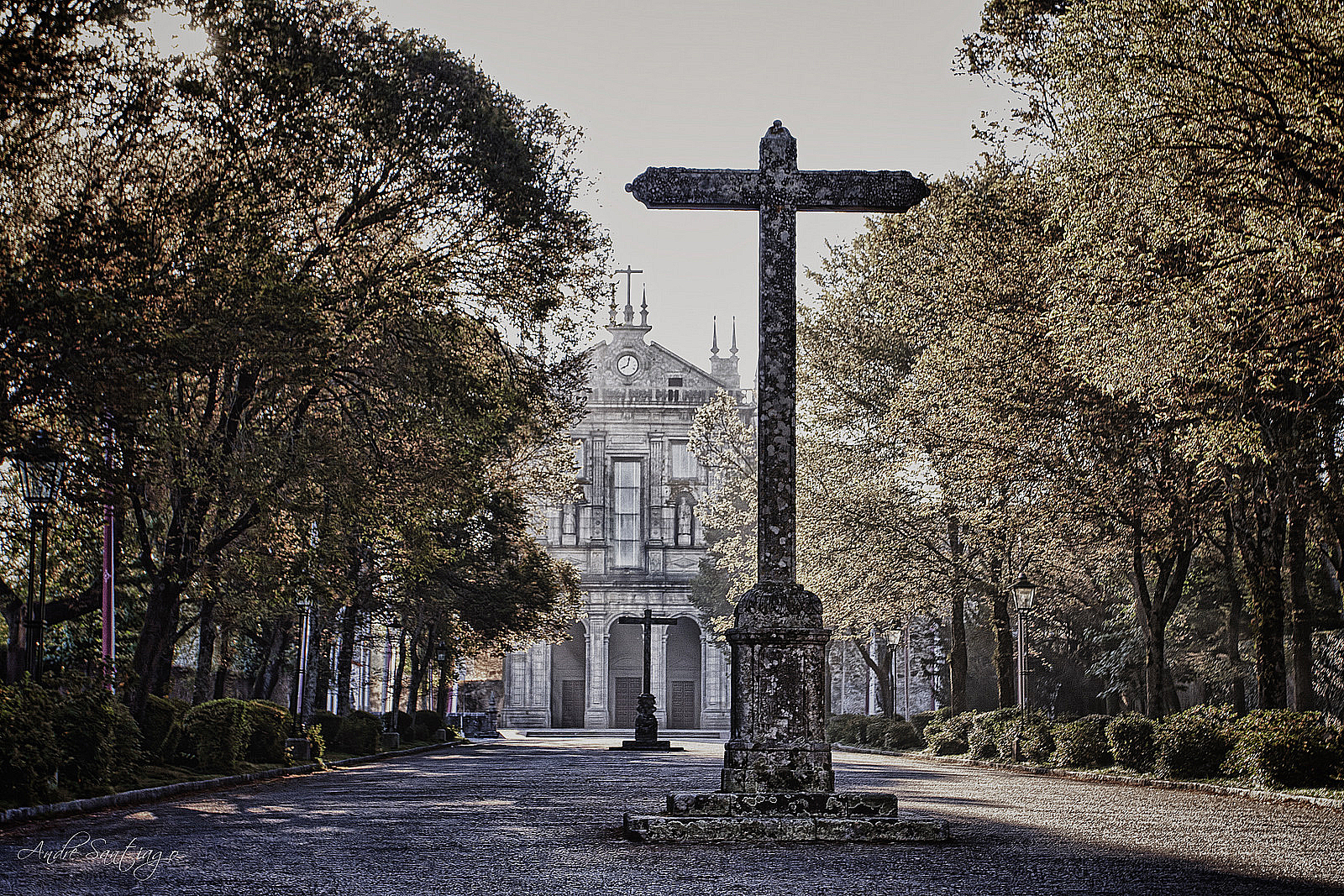
Monastère de San Salvador, place
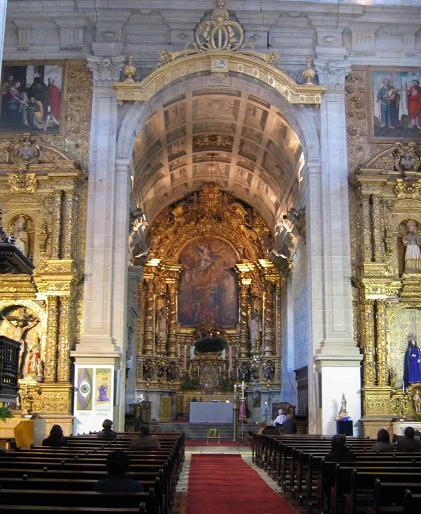
Nef et transept, monastère de San Salvador
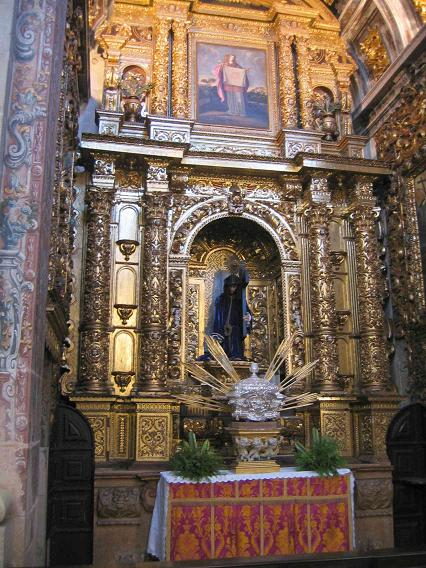
Retable, monastère de San Salvador
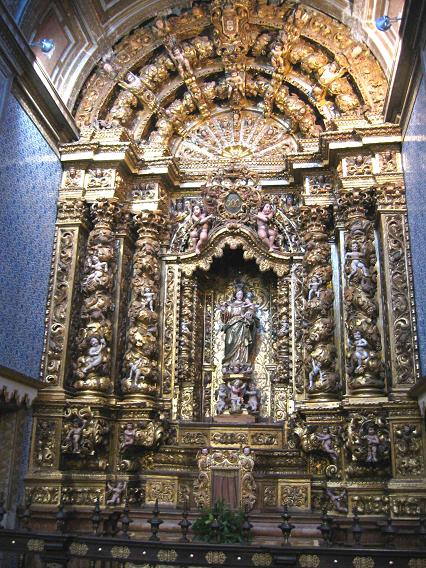
Retable, monastère de San Salvador
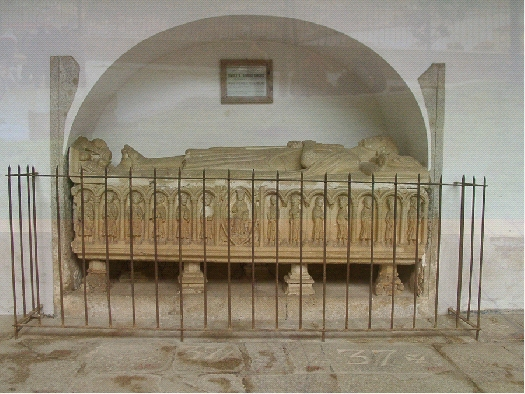
Tombe de D. Rodrio Sanches (1245)